# Axonopus ramboi
Axonopus ramboi é uma espécie de gramíneas descrita por George Alexander Black.